# Regulador de mariposa

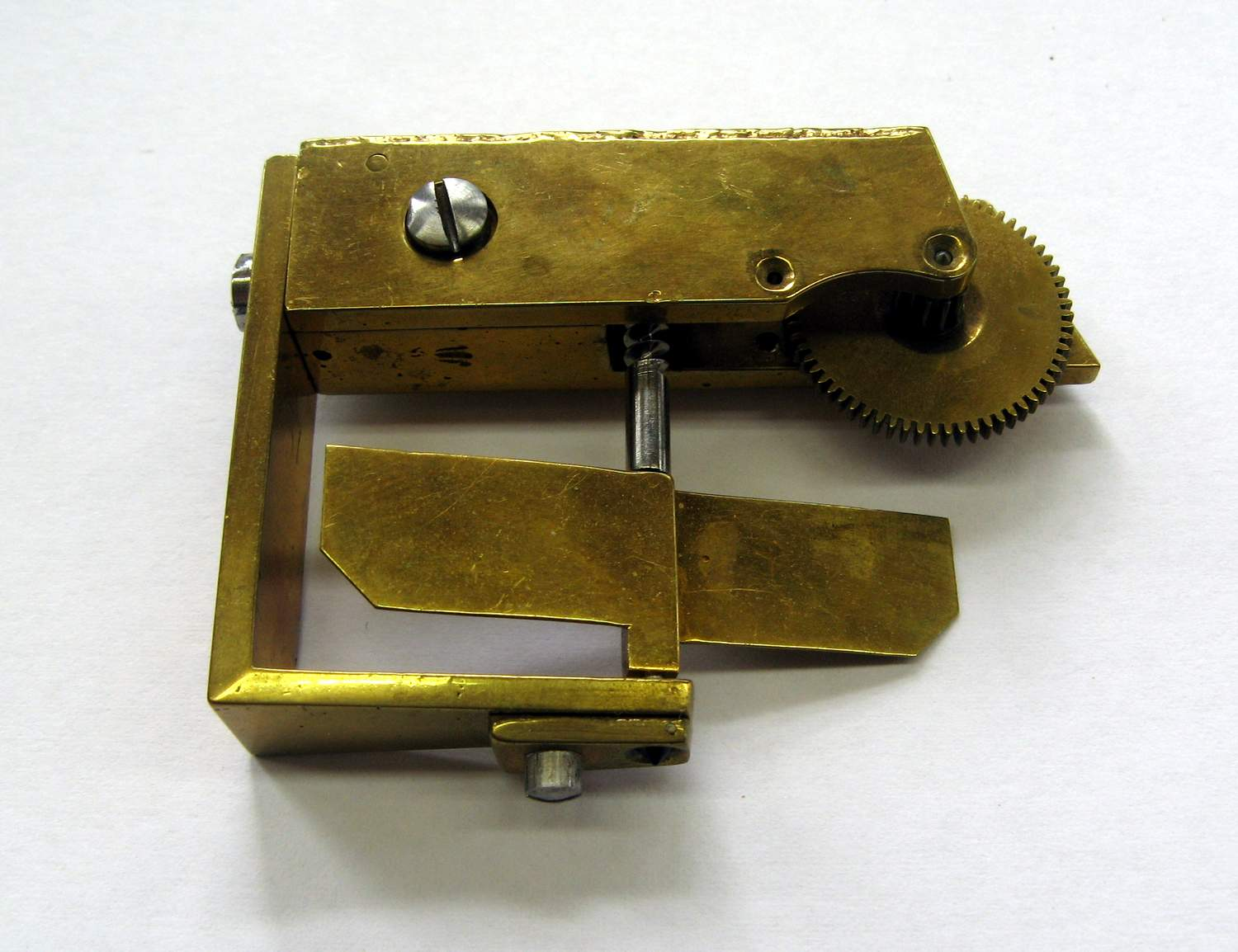
Mariposa simple con tornillo sin fin (caja de música)

Un regulador de mariposa o regulador aerodinámico, es un elemento mecánico que utiliza la resistencia del aire para poder controlar la velocidad de un mecanismo. Este mecanismo es utilizado, entre otros, en los relojes de ratera.

## Funcionamiento

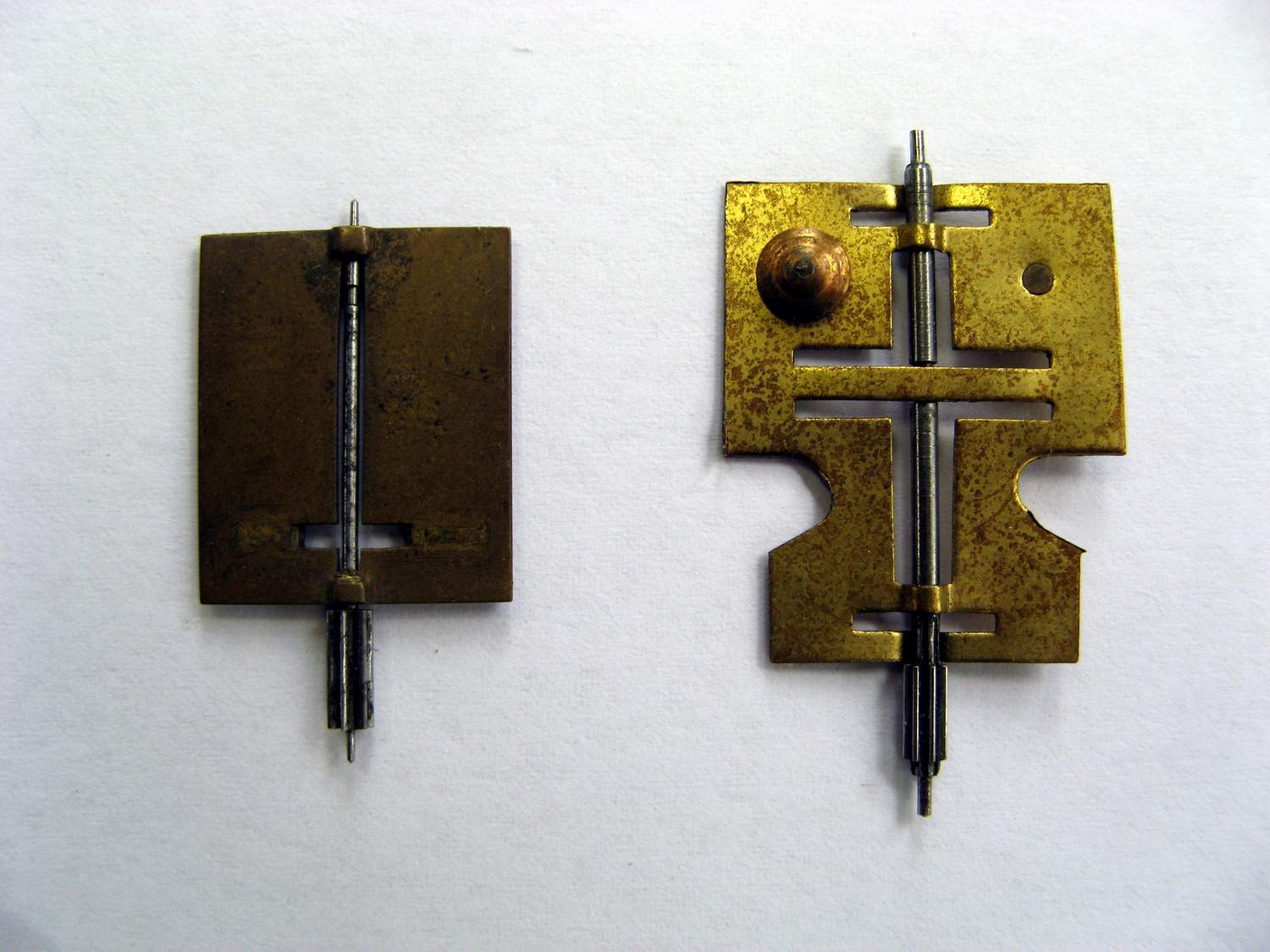
Mariposa sencilla montada con un muelle en el eje (reloj de mesa)

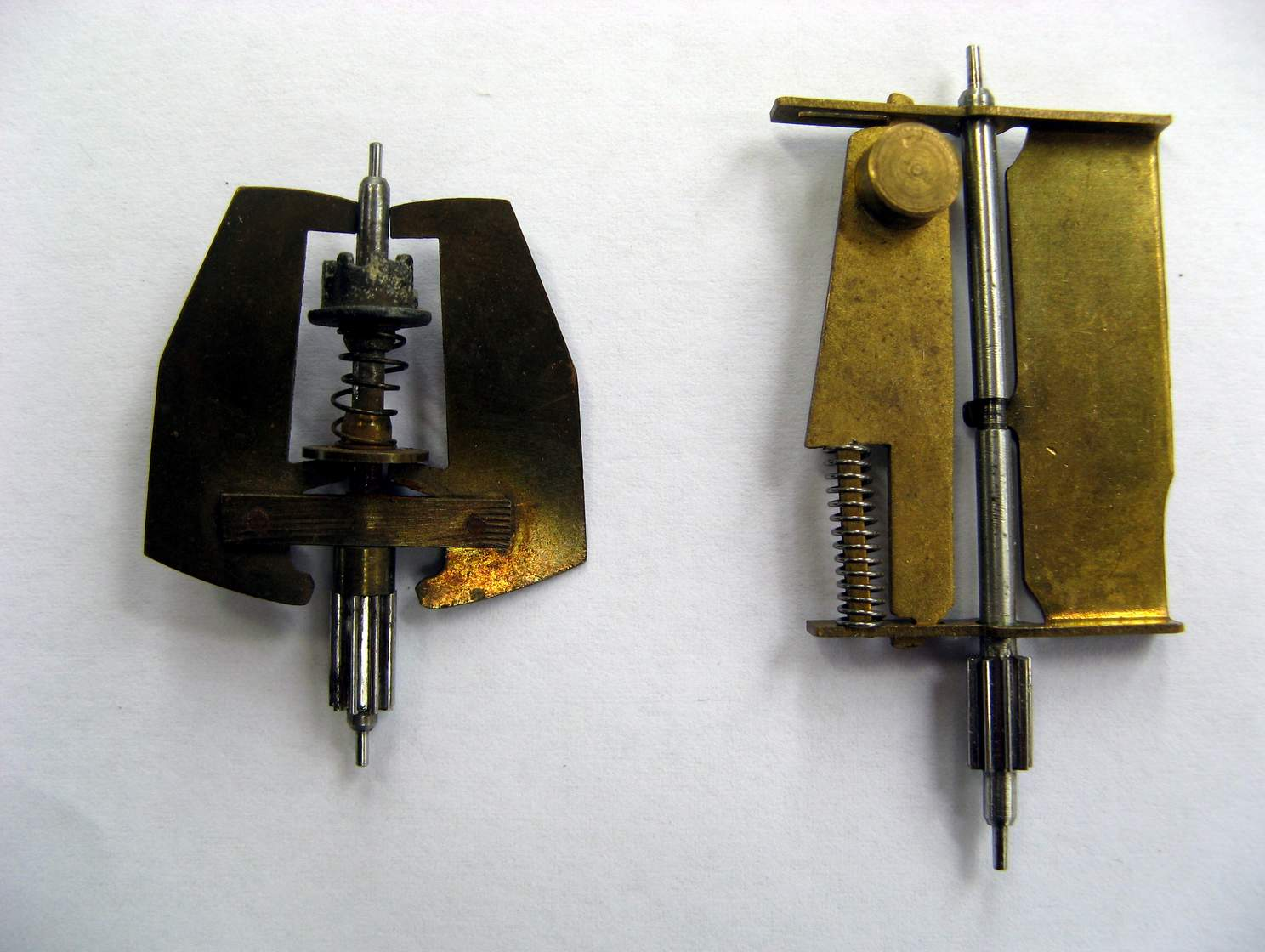
Mariposa dependiendo de la velocidad con muelle de retorno (reloj de mesa)

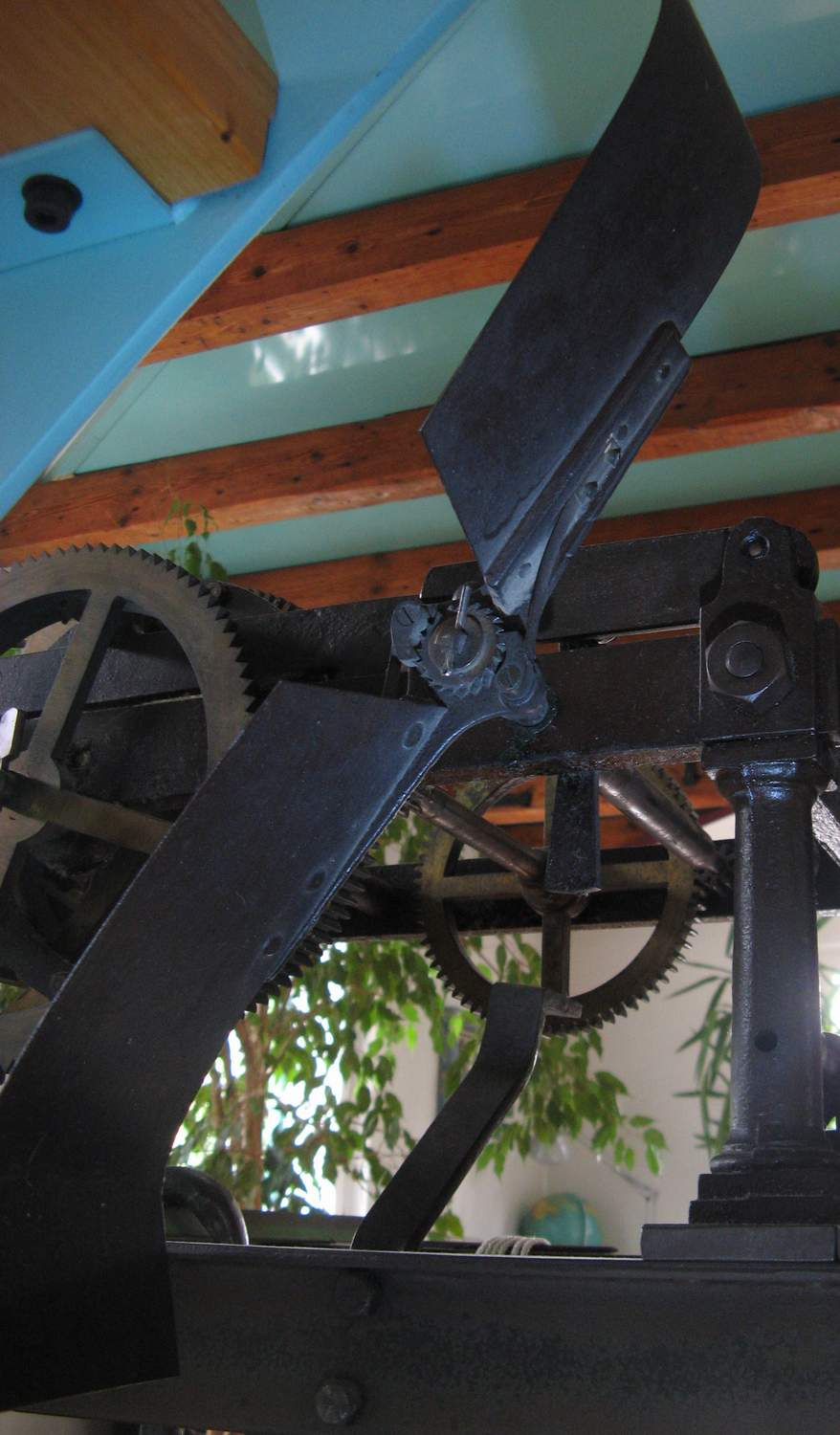
Mariposa simple con trinquete (reloj de torre)

Según las leyes de la mecánica de fluidos, la resistencia al flujo de una placa perpendicular a la dirección del fluido aumenta con el cuadrado de la velocidad de dicho fluido respecto a la placa. Los controladores de mariposa se basan en esta ley física. Su resistencia depende de la velocidad y aumenta con el incremento de la velocidad. Los controladores de mariposa tienen un diseño muy sencillo y de bajo ruido. Tienen que alcanzar la velocidad nominal rápidamente y, por tanto, deben tener un momento de inercia bajo. Tienen unas alas hechas de chapa que debe ser lo más delgada posible.

## Tipo
Los reguladores de mariposa pueden ser de dos tipos:

### Regulador básico (simple)
Si la velocidad aumenta, la resistencia al flujo de las palas de viento aumenta y el eje del regulador frena el engranaje motriz. Debido a la bajada de la velocidad de accionamiento, la resistencia al flujo cae y la velocidad se nivela a un valor medio fluctuante.

### Regulador dependiente de la velocidad
La resistencia al flujo dependiendo de la velocidad puede aumentarse utilizando, en lugar de palas fijas, reguladores centrífugos con unas palas cuya posición depende de la velocidad de giro. Las palas se extienden con una fuerza centrífuga creciente y frenan de forma más eficaz una unidad sometida a velocidades crecientes., proporcionando un efecto de control más constante y ajustable. Sin embargo, la velocidad también oscila en torno a un valor medio. La mariposa con alas móviles responde mejor a las condiciones de una rápida aceleración que la mariposa de alas fijas. El tiempo de arranque se puede ajustar a diferentes grados tensando o aflojando los muelles de retorno.

## Aplicaciones
Este tipo de regulador se utiliza para controlar el funcionamiento de aquellas unidades, en las que no se desea un movimiento absolutamente uniforme, sino una respuesta rápida a las variaciones. De hecho, estos mecanismos no se pueden utilizar para la medida del tiempo.
- En las cajas de música, la velocidad de reproducción se regula mediante un controlador de mariposa. Normalmente, un caracol se aprieta directamente en el eje de la mariposa. Esta disposición también es un ejemplo raro de un sinfín de cara con una relación incremental.
- En los relojes se utiliza como controlador de flujo en los mecanismos de sonería. En los primeros relojes de consola y de pedestal, la mariposa estaba a menudo montada fuera de las bandas de soporte; en el caso de los relojes renacentistas, se integraba entre las bandas de rodadura o las placas del tren de engranajes. La mariposa estaba conectada al eje con muelles o con un trinquete, de modo que cuando las ruedas se detenían, su par disminuía y no era absorbido bruscamente por los engranajes. En los primeros relojes pequeños, en lugar de una mariposa, se adjuntaba una masa inicial en el último eje, lo que frenaba el proceso debido a su momento de inercia.[2][3][4]